# Макоев, Залим Хасанбиевич
Залим Хасанбиевич Макоев (24 августа 1994, Нальчик, Россия) — российский футболист.

## Биография
Воспитанник нальчикского футбола. В 2013 году дебютировал за местный клуб «Спартак-Нальчик» во время его выступлений в ФНЛ. В январе 2017 года Макоев находился на просмотре в московском «Локомотиве», но контракт с ним заключать не стал. В ФНЛ также представлял «Тюмень» и «Армавир», после игр за которых защитник вернулся в родной коллектив.
Летом 2023 года Макоев перешел в стан новичка армянской Премьер-Лиги «Вест Армения». Дебютировал в местной элите защитник 29 июля в матче первого тура с «Шираком» (2:4): в конце первого тайма он был удален с поля.